# Goldsteig

Wanderzeichen entlang des Goldsteigs

Der Goldsteig ist ein Fernwanderweg zwischen Marktredwitz und Passau und verläuft durch Oberpfälzer- und Bayerischen Wald.
Er wurde im September 2007 eröffnet. Benutzt werden die Routen bereits bestehender Fernwanderwege: Burgenweg, Oberpfalzweg, E6 und E8.
Durch eine optimierte Streckenführung und Beschilderung erfüllt der Goldsteig alle Kriterien eines Qualitätswanderweges. Der Goldsteig ist einer der vielfältigsten, abwechslungsreichsten und spektakulärsten Fernwanderwege in Europa.

## Verlauf
Beginnend in Marktredwitz im Landkreis Wunsiedel im Fichtelgebirge verläuft der Goldsteig durch den Oberpfälzer und Bayerischen Wald weiter zum Zielort Passau.
Kurz nach Thanstein teilt sich der Goldsteig in die Nordroute (291 km) und die Südroute (253 km), die sich kurz vor Passau wieder vereinigen.

## Landkreise am Goldsteig
- Landkreis Wunsiedel
- Landkreis Tirschenreuth
- Landkreis Neustadt an der Waldnaab
- Landkreis Schwandorf
- Landkreis Cham
- Landkreis Regen
- Landkreis Freyung-Grafenau
- Landkreis Straubing-Bogen
- Landkreis Deggendorf
- Landkreis Passau
- Landkreis Regensburg

## Orte am Goldsteig
Marktredwitz, Friedenfels, Falkenberg, Windischeschenbach, Neustadt an der Waldnaab, Roggenstein, Leuchtenberg, Trausnitz, Tännesberg, Oberviechtach, Thanstein.
Nördliche Route: Rötz, Waldmünchen, Furth im Wald, Grafenwiesen, Eck, Bayerisch Eisenstein, Mauth, Mitterfirmiansreut, Philippsreut, Grainet, Haidmühle, Breitenberg, Sonnen, Hauzenberg, Passau.
Südliche Route: Neunburg vorm Wald, Hartlshof, Poggersdorf, Mappach, Zell, Falkenstein, Wiesenfelden, Haunkenzell, Konzell, Sankt Englmar, Grandsberg, Lalling, Zenting, Saldenburg, Schrottenbaummühle, Kalteneck, Ruderting, Passau.

## Einige ausgewählte Sehenswürdigkeiten
Der Zackenkamm zieht sich quer durch den Bayerischen Wald. Geologen haben ermittelt, dass sich das glasartige Gestein vor ca. 250 Millionen Jahren gebildet hat. Die Formen führen zu etlichen Legenden, um was es sich handeln könnte. Auf dem Lusengipfel, zu dem die Wanderer über die Himmelsleiter gelangen können, lagern riesige Granitblöcke, die auch wie vom Teufel hingeworfen wirken. Auf dem Schwarzwihrberg bei Rötz befindet sich das Naturdenkmal Steinerne Wand, wo es einen außergewöhnlichen Aussichtspunkt bildet. Bei Kröbitz ist ein weiteres Naturdenkmal zu sehen, bei dem es sich um ein kreisrundes Loch und mystische Zeichen handelt. Eine wissenschaftliche Erklärung gibt es nicht. Auf der Strecke zwischen Oberviechtal und Neunburg vorm Wald liegen zwei Feuchträume, das Prackendorfer und das Kulzer Moos. Hier sind bereits mehr als 100 Arten bedrohter Lebewesen und Pflanzen nachgewiesen worden.